# ماساژت‌ها
ماساژت‌ها یا تیزخودها (به یونانی: Μασσαγέται؛ در زبان پارسی باستان:saka tigra-xauda به معنی «سکاهای تیزخود» (سکاهای بر سر کننده کلاه‌خودهای نوک‌تیز) مردم ایرانی‌تبار بومی آسیای میانه و یک شاخه سکاها بودند. ماساژت‌‌ها اصولاً از روی کتاب هرودوت به‌عنوان مردمی که در بخش قابل‌توجهی از شرق دریای مازندران می‌زیستند شناخته می‌شوند. این مردمان ایرانیِ شرقی پیرو آیین‌های سکایی بودند و پس از سده سوم پیش از میلاد رو به زوال رفته، با برخی قبایل دیگر درآمیختند و گروه نو از سکاها به‌نام آلان را پدید آوردند؛ گروهی که جزئی از اتحادیه ایرانی سَرم‌ها بود و طی رخدادهای دوران مهاجرت به استپ‌های قفقاز و اروپا مهاجرت کردند.

## عادات ماساژت‌‌ها
بر طبق سخن هرودوت:
لباس پوشیدن و شیوه زندگیشان شبیه سکاها است. آن‌ها هم بر روی اسب و هم با پای پیاده می‌جنگند. هر دو شیوه جنگیدن آن‌ها عجیب است. آن‌ها هم با کمان و هم نیزه می‌جنگند ولی سلاح مورد علاقه آن‌ها تبر جنگی است. سلاح‌های آن‌ها از زر یا برنج است. برای نوک نیزه‌ها و نوک پیکان‌ها و تبرهای جنگیشان از برنج استفاده می‌کنند و برای پوشش سر، حمایل و کمربند از زر. به همین ترتیب اسبهایشان نیز بسیار مجهز هستند. زره سینه اسبها از برنج است ولی زره کمر و صورت اسبها از زر است. آن‌ها نه از آهن و نه از سیم استفاده نمی‌کنند زیرا در سرزمین آن‌ها این دو فلز نیست و به جای آن زر و برنج فراوان است.— هرودوت، 
هر مردی یک زن به عنوان همسر می‌گیرد، اما زنان به همگان تعلق دارند. یونانیان این رسم را به سکاها نسبت می‌دهند، حال آنکه این رسم نه به سکاها بلکه به ماساگت‌ها تعلق دارد. هر مرد ماساگت که زنی را بخواهد به جلوی کلبهٔ او ترکش خود را می‌آویزد و با خیالی آسوده، با او درمی‌آمیزد. آنان حد طول عمر خود را مشخص نمی‌کنند، بلکه هنگامی که مردی به نهایت پیری رسید همه نزدیکان او گرد می‌آیند و او را هم‌زمان با چند رأس حیوان قربانی می‌کنند، سپس گوشت‌ها را می‌پزند و با آن‌ها یک مهمانی ترتیب می‌دهند؛ و به این ترتیب کسانی که روز خود را این‌گونه به پایان می‌برند شادترین‌ها محسوب می‌شوند؛ ولی اگر کسی از بیماری بمیرد وی را نمی‌خورند بلکه وی را در زمین دفن می‌کنند و برای بخت بد او زیرا که قربانی نشده‌است، گریه و سوگواری می‌کنند. آن‌ها هیچ دانه‌ای نمی‌کارند ولی در گله‌های خود زندگی می‌کنند و از ماهی که در رودخانه ارس (احتمالاً سیحون) فراوان است تغذیه می‌کنند. شیر چیزی است که آن‌ها عمدتاً می‌نوشند و تنها خدایی که پرستش می‌کنند خورشید است؛ و برای آن اسب قربانی می‌کنند. تحت این باور که برای چابک‌ترین خدا باید چابک‌ترین جانور را هدیه داد…— هرودوت، 

## منطقه
هردوت می‌گوید ماساژت‌‌ها در صحرای بزرگی در شرق دریای خزر زندگی می‌کنند. و چند بار اشاره می‌کند که آن‌ها فراتر از رودخانه ارس (Araxes) هستند. پژوهشگران هویت‌های گوناگونی را برای این رودخانه ارائه کرده‌اند. هردوت درک اندکی دربارهٔ جغرافیای آسیا و اروپا داشته‌است و احتمالاً رودخانه متعددی را در اظهارات خود با ارس اشتباه گرفته‌است و منظور او در واقع سیردریا (Jaxartes) رودخانه‌ای در شرق دریای خزر که ماساژت‌‌ها در آن جا حضور داشته‌اند، بوده‌است.

## دوران ماد و هخامنشی
در روزگار مادها، برخی از گروه‌های سکاها به مرزهای ایران می‌تاختند. سکاها گاه با آشور هم پیمان می‌شدند و زمانی زیر فرمان مادها با آشوریان می‌جنگیدند. با آغاز کار هخامنشیان درگیری‌های مرزی با گروه‌هایی از سکاها دنباله داشت. داریوش بزرگ دیگر پادشاه هخامنشی برای تنبیه برخی از آن‌ها تا مرکز اروپا نیز پیشروی کرد. البته دسته‌های بسیاری از آنان نیز به شاهنشاهی هخامنشی پیوستند و به عنوان سرباز، برای شاهنشاهی هخامنشی جنگیدند. از نامدارترین آن‌ها می‌توان از سکاهای تیزخود نام برد. گروهی از سکاها نیز از گذشته در جنوب خاوری ایران ساکن هستند و این سرزمین را به نام خود سکستان (سیستان) خواندند.

### ماساژت‌‌ها در دوران ماد و هخامنشی
ماساژت‌‌ها گروهی خاص از تیره‌های سکایی و آریایی در خاور دریا کاسپین و کنارهٔ رود آراکس (=سیر دریا) بودند و انگاره‌هایی که کوشش می‌کند جایگاه این تیره (و شه‌بانوی آن‌ها یا دربیک‌ها) را به غرب دریای کاسپین بکشاند و آن‌ها را دارای تباری غیر هندواروپایی نشان دهند از دید علمی نادرست است بنابر روایتی در سال ۵۲۹ پیش از میلاد، کوروش به ماساژت‌‌ها در آسیای مرکزی (شمال شرق ایران) حمله کرد و در جنگ با ماساژت‌‌ها بود که کشته شد و گفته شده وی را در پاسارگاد دفن کردند.ده سال بعد داریوش هخامنشی برای سرکوب سکا ها دوباره به سمت ماساژت‌ها لشکر کشید ، وی پس از شکست دادن آنها و دستگیری سکونخا پادشاه سکایی و جانشین تهم‌رییش او را با یک رئیس قبیله سکایی که به دربار هخامنشی ها نزدیک بود جایگزین کرد.

## نام ماساژت‌
دربارهٔ نام ماساژت‌ پژوهشگران تأکید دارند که ماساژت‌ به معنی «بزرگ» گت است. همچنین باور دیگری نیز وجود دارد، که ماساژت‌‌ها گروه خاصی از سکاها بودند که معنی نامشان «نیرومند» گت می‌باشد. مَس در پهلوی به معنی بزرگ است. در اوستا نیز ماسا به معنی بزرگی استفاده شده‌است.
البته رودیگر اشمیت ایران‌شناس، خاطرنشان می‌کند که اگرچه نام اصلی ماساژت‌‌ها گواهی نشده‌است، اما به نظر می‌رسد قابل قبول‌ترین اتیمون ایرانی Masyaka-tā* است. Masyaka-tā* شکل جمع است، دارای پسوند ایرانی شرقی -tā* است که در یونانی -tai منعکس شده‌است. شکل مجزا -Masi̯a-ka* است و از ایرانی باستان -ka-* و -masi̯a* «ماهی» مشتق شده‌است. این نام در لغت به معنای «مربوط به ماهی» یا «ماهیگیر» است.